# Hatzenbühl
Hatzenbühl település Németországban, Rajna-vidék-Pfalz tartományban. Lakosainak száma 2947 fő (2023. december 31.).

## Népesség
A település népességének változása:
| Lakosok száma | 2353 | 2862 | 2883 | 2842 | 2893 | 2947 |
|               | 1975 | 2017 | 2019 | 2021 | 2022 | 2023 |